# Ибн Хeјсам
Абу Али ел Хасан ибн ел Хасан ибн ел Хејсам (арап. أَبُو عَلِيٍّ اَلْحَسَنُ بْنُ اَلْحَسَنِ بْنِ اَلْهَيْثَمِ; Басра, 965. — Каиро, 1040.), на Западу познат по латинизованом имену Алхазен (лат. Alhazen), био је арапски научник, полимата, математичар, астроном и филозоф из златног доба ислама. Дао је значајне доприносе принципима оптике и научног метода, због чега га неки називају „првим правим научником“.
Рођен у Басри, тада делу Бујидског емирата, већину живота провео је у Каиру, престоници Фатимидског калифата, где је живео од продаје својих рукописа и подучавања. Ибн ел Хејсам је први објаснио да се вид јавља када светлост уђе у око, а не када излази из њега, и први је доказао своју теорију експерименталним путем. Сматра се „оцем модерне оптике“, а дао је и значајне доприносе у физици, астрономији, математици, офталмологији и филозофији.
Исправио је неке од тада важећих концепата заснованих на теоријама Аристотела, Птолемеја и Еуклида. Доказао је да светлост долази од предмета до ока, а не обрнуто, што је било тадашње веровање. Њему се приписују принципи за проналазак камере, први је у потпуности анатомски описао око и објаснио функције његових делова, и први је проучавао психолошке утицаје и факторе вида. У својој књизи Књига о оптици (арап. كتاب المناظر), увео је једначину четвртог степена за рефлексију светлости са сферних огледала, која је и данас позната као „Ибн Хејсамов проблем“.

## Живот
Ибн Хејсам је рођен 965. године у Басри, у периоду познатом као Златно доба ислама. У средњовековној латинској литератури овог реномираног научника називају именима Авенетан и Алхазен. Историчари се разилазе око његовог порекла, да ли је био Арап или Персијанац, мада се већина слаже да је арапског порекла.
Дуго је обављао високе функције у административном центру града Басре, који је тада био под влашћу династије Бујида. Наводно је био и главни саветник владара града. Међутим, када је осетио да га административне дужности удаљавају од научних активности, почео је да се претвара да је ментално поремећен, након чега је смењен. Одмах затим одселио се у Египат.
По доласку у Каиро, дошао је под покровитељство фатимидског калифа Ел Хакима. Калиф, чувши за његову тврдњу да би могао да регулише ток Нила, позвао га је у Египат и обезбедио му средства за пројекат. Ибн Хејсам је требало да изгради брану на месту данашње Асуанске бране. Међутим, након што је истражио терен, схватио је да је такав пројекат са тадашњом технологијом неизводљив. У страху од калифовог гнева, поново је одглумио лудило. Калиф га је ставио у кућни притвор, у којем је остао од 1011. до Хакимове смрти 1021. године.
Године проведене у притвору биле су за Ибн Хејсама изузетно продуктивне. У том периоду написао је своје најважније дело, Књига о оптици. Након изласка из притвора, посветио се писању, преписивању рукописа и предавањима у близини Универзитета Ал-Азхар у Каиру. Путовао је и у Ал-Андалуз. У средњовековној европској литератури, био је познат под именима Авенетан и Алхазен, а због свог доприноса оптици, називан је и „други Птолемеј“ (лат. Ptolemaeus Secundus).

## Научни допринос
Ибн Хејсам се сматра пиониром у примени емпиријских и експерименталних метода у науци. Своја научна достигнућа, нарочито у области геометрије и оптике, заснивао је на индуктивним методама, али је користио и дедуктивне аргументе. Његова научна методологија се сматра знатно напреднијом у примени емпиријских принципа у поређењу са каснијим европским мислиоцима попут Френсиса Бејкона. Реформисао је оптику, класификујући је и представљајући је као комплетну научну дисциплину унутар физике. Спекулативна математичка питања често је илустровао помоћу јасних физичких модела до којих је долазио прецизним експериментима. Такође је изумео струг помоћу којег је обрађивао стаклене материјале и припремао разна сочива и закривљена огледала. 

### Научни метод
Ибн Хејсам је пионир научног метода. Он је инсистирао на систематичном и методолошком приступу који се заснива на експериментима и посматрању како би се провериле хипотезе. Његов рад је комбиновао класичну физику, математику и ригорозно експериментисање.
Трагач за истином није онај ко проучава списе древних и, следећи своју природну склоност, верује у њих, већ онај ко сумња у своју веру у њих и преиспитује шта из њих добија. Он је тај који тражи доказе, а не ослања се на изјаве човека чија је природа пуна свих врста несавршености и мана. Дужност човека који истражује списе научника, ако му је циљ трагање за истином, јесте да постане непријатељ свега што чита и да, користећи свој ум до сржи, испита те идеје са свих страна. Такође, мора сумњати и у резултате свог истраживања, како би избегао предрасуде и попустљивост.
Када се његова научна методологија упореди са методама које су практиковали каснији мислиоци попут Френсиса Бејкона (1561–1626), уочавају се драматичне разлике у квалитету примене емпиријских индуктивних принципа у корист Ибн Хејсама.

### Оптика иКњига о оптици
Најпознатије Ибн Хејсамово дело је Књига о оптици (арап. كتاب المناظر, Китаб ал-Маназир), написана у седам томова између 1011. и 1021. године. Преведена је на латински крајем 12. или почетком 13. века и имала је огроман утицај на западну науку. Дело је утицало на Роџера Бејкона, Јохана Кеплера и друге.

#### Теорија вида
У антици су постојале две главне теорије о виду:
1.  Теорија емисије, коју су заступали Еуклид и Птолемеј, тврдила је да вид настаје тако што зраци излазе из ока.
2.  Теорија интромисије, коју су заступали Аристотел и његови следбеници, тврдила је да физичке форме предмета улазе у око.
Ибн Хејсам је аргументовано побио обе теорије. Тврдио је да слика предмета стиже до нашег ока, те да наше очи не производе никакву светлост. Први је дао јасан опис и тачну анализу мрачне коморе (лат. camera obscura). Такође, анатомски је описао око, објаснио процес формирања слике у оку и функцију видног система. Иако је погрешно сматрао да је очно сочиво орган одговоран за вид (уместо мрежњаче), његов рад је поставио темеље модерне физиолошке оптике.

#### Истраживања светлости и боја
Ибн Хејсам је истраживао праволинијско простирање светлости, разне карактеристике сенки, примену многобројних сочива и употребу тамних соба, те је први пут у историји оптике поменуте теме директно подвргао математичким анализама. На трагу истраживања старогрчких мислилаца забележио је иновативна достигнућа у вези са параболичним и сферним огледалима. Дуже време је студирао принципе рефракције и на крају сазнао да се у параболичним огледалима сви паралелни упадни зраци секу у истој жижи. Закључио је да је та врста огледала најбољи избор за стварање топлоте или пламена. Да би што прецизније измерио угао светлосне рефракције, користио је степеновани цилиндар који је инсталирао у експерименталној води. Иако је у математичким задацима углавном користио синусне функције, у већини случајева преферирао је решења која су заснована на анализи хипотенуза. На тај начин, открио је принцип који је касније назван Снелов закон.

#### Ибн Хејсамов проблем
У петом тому Књиге о оптици, Ибн Хејсам је формулисао и решио проблем познат као „Ибн Хејсамов проблем“. Проблем гласи: „За дати извор светлости и сферно огледало, пронаћи тачку на огледалу где ће се светлост рефлектовати ка оку посматрача.“ Решење овог проблема довело га је до једначине четвртог степена. Да би је решио, користио је пресек хиперболе и круга. Ово се сматра једним од најранијих примера повезивања геометрије и алгебре.

### Астрономија
Ибн Хејсам је написао неколико дела о астрономији. У свом делу О конфигурацији света (арап. في هيئة العالم), представио је детаљан опис Птолемејевог геоцентричног модела, али без критика.
Међутим, у делу Сумње у Птолемеја (арап. الشكوك على بطليموس), написаном између 1025. и 1028. године, критиковао је Птолемејеве идеје из Алмагеста, Планетарних хипотеза и Оптике. Истакао је бројне контрадикције у Птолемејевим радовима, посебно у погледу физичке реалности модела. Тврдио је да Птолемејев систем користи апстрактне математичке конструкције које не могу постојати у стварном свету.
Ибн Хејсам је такође разматрао феномен Млечног пута. Аристотел је веровао да је то појава у горњем делу атмосфере. Ибн Хејсам је, покушавајући да измери паралаксу Млечног пута, утврдио да је она занемарљива. На основу тога је закључио да се Млечни пут налази веома далеко од Земље и да не припада њеној атмосфери, већ је сачињен од удаљених звезда.
Такође је разматрао зашто нам се чини да је површина Сунца и Месеца за време зоре и сумрака већа у односу на њихово природно стање. Он је аргументовано тврдио да Сунчева светлост у то време до наших очију стиже под мањим углом и да нам се због тога чини да је Сунчева површина већа. Анализирајући однос између Сунца и Земље, Ибн Хејсам је закључио да нашу планету обавија 10 миља атмосфере, што је знатно мање од стварне вредности, али је за то време било значајно запажање.

### Математика
У математици, Ибн Хејсам је развио аналитичку геометрију повезујући алгебру и геометрију. Открио је формулу за збир првих 100 природних бројева и дао геометријски доказ за њу.
Његов рад на петом Еуклидовом постулату (постулату о паралелности) и увођење концепата кретања и трансформације у геометрију, представљају ране кораке ка не-еуклидској геометрији. Његове теорије о четвороугловима, укључујући и онај који је касније назван „Ламбертов четвороугао“, имале су велики утицај на персијске математичаре попут Омара Хајама и Насирудина Тусија, као и на европске математичаре.
У теорији бројева, бавио се савршеним бројевима. Први је уочио да је сваки савршен број облика 2^(n−1)(2^n − 1), где је 2^n − 1 прост број, али није успео да докаже ову тврдњу (то је касније учинио Леонард Ојлер у 18. веку).

### Остали доприноси
Ибн Хејсам је детаљно и прецизно писао о односу између тежине разних предмета и густине ваздуха у којем се ти предмети налазе. Да би истраживачима показао шта се заправо догађа приликом помрачења Сунца, направио је мали отвор на страници кроз коју би Сунчеви зраци пролазили и одсликавали се на великом платну. Ову макету можемо сматрати пионирским покушајем који је у модерном добу усавршен појавом првих фото-апарата.

## Дела
Ибн Хејсам је написао преко 200 дела, од којих је најмање 96 било научно. Већина његових дела је изгубљена, али је сачувано преко 50, посебно из области оптике, математике и астрономије. Према Ибн Аби Усајбији, до краја 1038. године написао је 92 дела.
Неки од његових најважнијих списа су:
- Књига о оптици (арап. كتاب المناظر)
- Сумње у Птолемеја (арап. شكوك على بطليموس)
- О конфигурацији света (арап. في هيئة العالم)
- Модели кретања седам планета
- О анализи и синтези (арап. مقالة في التحليل والتركيب)
- Равнотежа мудрости (арап. ميزان الحكمة)
- Трактат о месту (арап. مقالة في المكان)
- О светлости Месеца
- О утицају мелодија на душе животиња
- ал-Мараја ал-мухарика би ад-даваир (о увеличавајућим стаклима)

Гистав ле Бон о овом муслиманском научнику пише:
Нажалост, током историје уништен је већи део научне писане баштине коју су за собом оставили муслимански физичари. Али чак и на основу онога што нам је преостало, можемо закључити да је напредак муслимана на пољу разних физичких дисциплина био веома запањујући. Примера ради, Алхазенова књига о оптици, у којој он детаљно образлаже карактеристике разних огледала и начин рефлексије светлости након контакта с њиховом површином, нуди податке који су неколико векова остали аутентични и непревазиђени.

## Наслеђе и заоставштина
Ибн Хејсамов утицај на каснију науку, како у исламском свету, тако и у Европи, био је огроман. После њега, научници попут Камалудина Фарсија наставили су његов рад, посебно у анализи феномена дуге. У Европи, његова Књига о оптици била је главни уџбеник вековима и утицала је на Роџера Бејкона, Леонарда да Винчија, Јохана Кеплера, Ренеа Декарта и Исака Њутна. Макс Мејерхоф пише: „Алхазенове идеје изнете у његовој реномираној књизи чиниле су основне елементе разних истраживања Роџера Бејкона.“
У његову част, један кратер на Месецу и астероид 59239 Alhazen носе његово име. Његов лик се налазио на ирачкој новчаници од 10.000 динара из 2003. године.
Унеско је 2015. годину прогласио Међународном годином светлости, делом у част Ибн Хејсамових достигнућа, називајући га „оцем оптике“. У склопу тога, организација 1001 Inventions покренула је глобалну кампању и снимила кратак едукативни филм „1001 изум и свет Ибн Хејсама“. Дана 1. јула 2013. године, Гугл је на својој почетној страници објавио дудл у част 1048. годишњице његовог рођења.